# International Maritime Law Institute
Het International Maritime Law Institute (IMLI) werd opgericht in 1988 als onderdeel van de Internationale Maritieme Organisatie. Zijn taak is het opleiden van specialisten in het maritiem recht. Het instituut bevindt zich in Malta op de campus van de Universiteit van Malta. 